# Robert Hynam
Robert Hynam (* 10. Dezember 1737; † 1817 in Sankt Petersburg) war ein britischer Uhrmacher, der ab 1767 am Kaiserlichen Hof in Sankt Petersburg wirkte.

## Leben
Hynam war zunächst Uhrmacher in London. 1767 wanderte er nach Russland aus und wurde Uhrmacher am Kaiserlichen Hof in Sankt Petersburg.
1800 wurde er Mitglied der Royal Society of Arts sowie ausländisches korrespondierendes Mitglied der Kaiserlichen Akademie der Wissenschaften in Sankt Petersburg. 1812 wurde er Ehrenmitglied der Universität Moskau.
Hynam gilt als Gründer einer Uhrmacherdynastie. Sein Sohn Benjamin ging nach einer Lehre in England zurück nach Sankt Petersburg, wo er 57 Jahre lang wie sein Vater Uhrmacher am Kaiserlichen Hof war.